# دائرة مفتاح
دائرة مفتاح إحدى دوائر ولاية البليدة وتضم بلديات مفتاح والجبابرة.